# Zala, Cerknica
Zala je naselje v Občini Cerknica.